# ادوین واسکز
ادوین واسکز (اسپانیایی: Edwin Vásquez‎; ۲۸ ژوئیهٔ ۱۹۲۲ – ۹ مارس ۱۹۹۳) تیرانداز اهل پرو بود.
وی در مسابقات کشوری و بین‌المللی در مجموع برندهٔ ۱ مدال طلا شده‌است.